# 2016年斯洛伐克議會選舉
2016年斯洛伐克议会選舉在2016年3月5日進行。這次選舉將選出斯洛伐克国民议会的150名議員。選舉採用比例代表制，斯洛伐克全國為一個選舉區，得票率超過5%的政黨可以進入國會。

## 選舉結果
選舉結果，中間偏左，具民族主义倾向的執政方向－社会民主党雖然維持第一大黨，但議席大幅減少，未取得單獨過半。
中右派政黨基督教民主運動未獲得5%以上的得票，自1993年以來首次未能進入國會。
值得注意的是極右派政黨，具新納粹倾向的人民党–我们的斯洛伐克以8%的得票率首次進入國會。
其後執政方向－社会民主党与包括斯洛伐克民族党在內的多個右派民粹主義政黨組成联合政府。